# Robert Nickisch

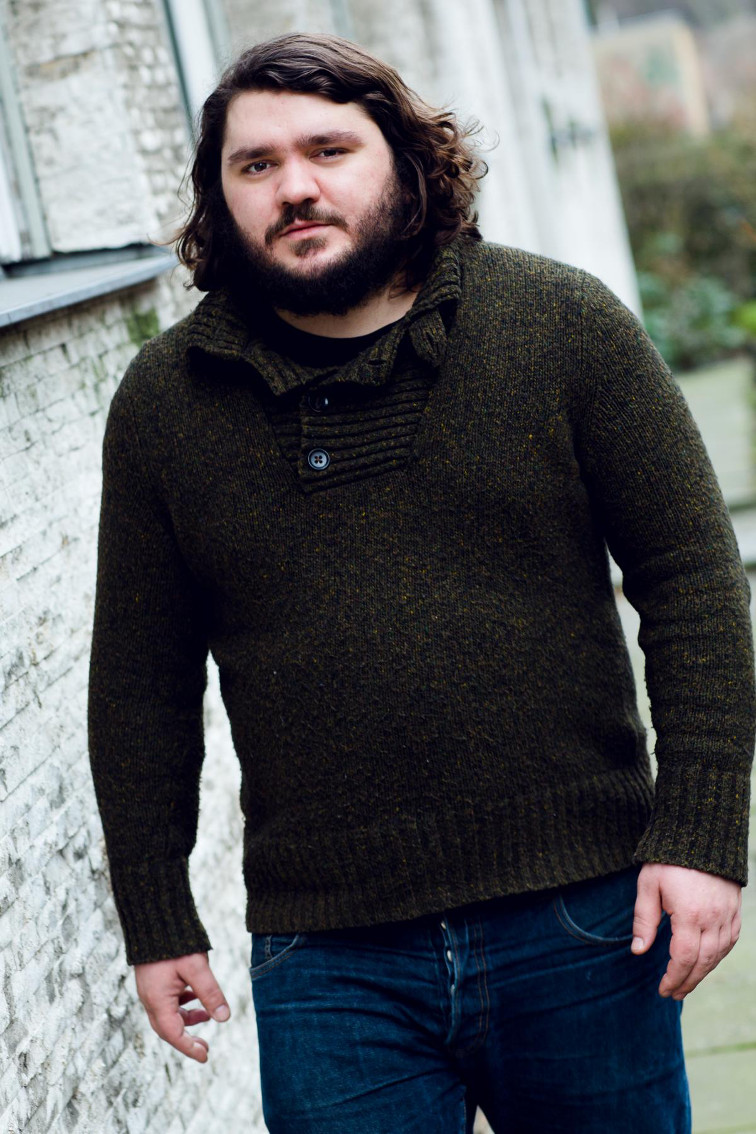
Robert Nickisch 2015

Robert Nickisch (* 22. November 1982 in Weimar) ist ein deutscher Schauspieler.

## Leben und Wirken
Nickisch wuchs in Nordhausen im Südharz bei seinen Großeltern väterlicherseits auf.
Nickisch war seit dem Kindesalter Fußballspieler bei Nobas Nordhausen und Wacker 90 Nordhausen und Thüringer Jugendmeister im Boxen. Parallel fuhr er für Heck Motorsport Motocross-Rennen.
Er war Gründungsmitglied der ersten Breakdancegruppe nach der Wiedervereinigung im Harzer Raum. Bei einem Tanzwettbewerb am Theater Nordhausen lernte er die Regisseurin Uta Plate kennen. Dies war nach eigenen Angaben sein erster prägender Kontakt zur Schauspielkunst. Nach einem schweren Unfall mit 17 Jahren musste er neu laufen lernen und hängte schweren Herzens seine Sportkarriere an den Nagel.
Er zog nach Berlin, wo er nach drei abgebrochenen Lehrberufen, als Maurer, Koch und Tischler, wieder auf Uta Plate traf. Sie holte ihn zum Jugendtheater an die Schaubühne am Lehniner Platz. Kurz darauf spielte er bei Daniel Schrader, der sein Regiedebüt am p14 an der Volksbühne am Rosa Luxemburg Platz im 3. Stock absolvierte. Danach folgte ein zweijähriges Theaterengagement am Kunstpalast Berlin. Seit 2014 ergaben sich dazu Rollen im Film, Fernsehen und Hörfunk.

## Theater
Im Sommer 2022 brillierte Nickisch als Quasimodo, so die Berliner Zeitung, bei dem Bad Hersfelder Festspielen in dem Bühnenstück Der Glöckner von Notre Dame, woraufhin Robert Nickisch mit dem Hersfeld-Preis für seine Interpretation des Glöckners ausgezeichnet wurde, zudem gab es ein sehr großes Medieninteresse an der Inszenierung von Joern Hinkel.

## Privates
Robert Nickisch ist verheiratet mit der Fotografin Sophie Schwarz, sie haben eine gemeinsame Tochter. Nickisch lebt in der Lausitz.

## Auszeichnungen
- 2022 Hersfeld-Preis für Außergewöhnliche Schauspielerische Leistung als Quasimodo in dem Bühnenstück Notre Dame
- 2018 Blaue Blume Award, nominiert für Meine Bäckerblume.[8]
- 2007 Publikumspreis, 100 Grad Festival Berlin, Die Schule der Dummen,[9] Sasha Sokolov, (Volksbühne Berlin am Rosa-Luxemburg-Platz).

## Filmografie (Auswahl)
- 2013: Philanthrop (Kurzfilm)
- 2014: Stille Zeiten, Regie: Murat Akin, Kino
- 2014: Bild mit Ton, Regie: Lara Stoll, SSF
- 2015: Meine Bäckerblume Regie: Michel Vrinten (Kurzfilm)
- 2016: Der Geilste Tag
- 2016: Die Hannas
- 2016: Da unten wohnen die Schatten Regie: Laura von Bloh
- 2016: Spreewaldkrimi: Spiel mit dem Tod
- 2017: Morden im Norden (Fernsehserie, 1 Folge)
- 2017: Strassenkaiser, Regie: Florian Peters (Kino)
- 2018: Letzte Spur Berlin (Fernsehserie, 1 Folge)
- 2018: Mute
- 2020: Tatort Das Perfekte Verbrechen
- 2018–2021: Notruf Hafenkante (Fernsehserie, 4 Folgen)
- 2021: Krass Klassenfahrt – Der Kinofilm
- 2021: Dawn Breaks Behind the Eyes
- 2022: Die Drei von der Müllabfuhr
- 2022 A Heidelberg Holiday, Regie,  Maclain Nelson, Hallmark Channel USA
- 2023 Jokah & Tutty, Regie: Michael Starkl, Amazon Video
- 2023 New Things, Regie: Deniz Aurora
- 2024 Tatort:  Diesmal ist es anders
- 2024 Wo wir sind, ist oben,  Regie: Wolfgang Groos, Matthias Koßmehl, ARD (3 Folgen)

## Theater (Auswahl)
- 2022 Bad Hersfelder Festspiele Notre Dame, Regie: Joern Hinkel als Quasimodo
- 2018 Thalia Theater (Hamburg)  Preparadise Sorry Now/Ballet des Bösen, Regie: Felix Maria Zeppenfeld als Fassbinder
- 2012 Theaterkappele Berlin 4.48 Psychose, Regie: Sven Hartlep[10] als Gott/Arzt/Pfleger
- 2010 Kunstpalast Berlin  Der Weiße Teufel  John Webster, Regie: Daniel Tharau
- 2009 Kunstpalast Berlin, Brief an den Vater, Regie: Daniel Tharau als Franz Kafka
- 2009 Kunstpalast Berlin, Lesung Eigener Texte
- 2009 Ballhaus Ost Schwarze Hunde, Regie: Katharina Antonia Popov als Bosso
- 2008 Engelbrot Theater Berlin ehem. Hansa Theater: Joanna von Orleans, Regie: Mex Schlüpfer als  Montgomori
- 2006 Volksbühne am Rosa Luxemburg Platz Brecht Tag Trommeln in der Nacht, Regie: Daniel Schrader als Andreas Kragler
- 2006 Volksbühne am Rosa Luxemburg-Platz – 3. Stock Lesung eigener Texte
- 2006 Volksbühne am Rosa Luxemburg-Platz, Lesung: Buch: Gnade, zusammengestellt von René Pollesch, Regie: Daniel Schrader
- 2005 Volksbühne am Rosa Luxemburg-Platz. Wir als D-503,[11] Regie: Daniel Schrader p14
- 2005 Volksbühne am Rosa Luxemburg-Platz, Die Schule Der Dummen[12], Regie: Daniel Schrader p14[13]
- 2004 Schaubühne am Lehniner Platz (Jugendtheater), Stückentwicklung "Per Anhalter durch die Galaxis" als Marvin, Regie: Uta Plate
- 2003 Schaubühne am Lehniner Platz, Jugendtheater, Stückentwicklung Gummu Gamma Gimmi, Regie: Uta Plate

## Hörfunk
- 2022 Hr2 Doppelkopf[14]
- 2017 ARD[15] Synapsis[16]